# 청주 내산리 고인돌
내산리 고인돌은 충청북도 청주시 상당구 미원면 내산리에 있다. 2015년 4월 17일 청주시의 향토유적 제1호로 지정되었다.

## 개요
청주 동쪽지역 청동기 문화를 밝혀줄 귀중한 자료이다.